# Koji Kondo
Koji Kondo (japanska Kondō Kōji), född 13 augusti 1961, är en japansk kompositör och musiker. Han har bland annat komponerat musiken till många av tv-spelen inom The Legend of Zelda- och Super Mario-serierna. Allra mest känd lär han vara för originalmusiken till Super Mario Bros.

## Biografi
Koji Kondo föddes i Nagoya, Japan, och började redan som barn skriva enkla melodier. Vid sjutton års ålder bestämde han sig för att studera musik professionellt. Han tränades klassiskt och lärde sig spela flera instrument.
På 1980-talet fick Kondo reda på att ett företag vid namn Nintendo sökte musiker att komponera musik för sin nya TV-spelskonsol Famicom. Kondo hade aldrig funderat över att komponera spelmusik förut men bestämde sig för att ge företaget en chans. Han anställdes 1983.
Vid Nintendo fann sig Kondo i en helt ny miljö. Plötsligt var han begränsad till enbart fyra instrument i och med Nintendo Entertainment Systems begränsningar. Han och Nintendos tekniker fann dock med tiden ytterligare en kanal som normalt sett var reserverad för ljudeffekter.
Kondo stannade vid Nintendo genom flera olika konsoler, inklusive Super Famicom, Nintendo 64, Gamecube och fortsätter med Nintendo Wii och Wii U. De senare systemen har kraftigt förbättrade ljudkort, och Kondo producerar idag musik i cd-kvalitet. 

## Musikstil och influenser
Koji Kondo är en av de mest hyllade kompositörer som arbetat i Nintendos musikdivision. Kritiker håller fram Kondos förmåga att komponera melodier som efter långa perioder fortfarande är njutbara, trots att de spelas genom underlägsen ljudteknik. Speciellt huvudtemat till Super Mario Bros. är minnesvärt och är fortfarande välkänt 40 år efter att det komponerats. Bland Kondos fans syns Paul McCartney speciellt skarpt. Kondos musik har åberopats som en lika väsentlig del av Nintendos stil som Shigeru Miyamotos speldesign.
Å andra sidan är det igenkändheten som framkallar den mesta av den negativa kritik som riktas mot Kondos verk. Efter 20 år i spelmusikbranschen har hans stil ändrats mycket lite. De teman i Super Mario Bros från 1985 skiljer sig mycket lite från de i Super Mario Sunshine som släpptes 2002, även om det tidigare spelets musik låter mer primitivt av tekniska anledningar. Behovet att hålla sig till samma stil har blivit något av ett tveeggat svärd för Kondo, för när han försöker sig på något nytt, som i The Legend of Zelda: Ocarina of Time från 1998, får han kritik för att överge de gamla musikteman som de vant sig vid. Detta trots att andra finner detta tillhöra hans bästa verk.
Kondos verk visar minst tre huvudinfluenser, latinamerikansk musik, jazz och klassisk musik, särskilt ragtime och marsch. Musiken har ofta en starkt cinematisk finess. Den latinamerikanska ådran syns främst i Mario-spelen, såsom i soundtracket till Super Mario Bros. 3; huvudtemat har en långsam sambarytm, det andra temat är av ragtimestil. Bowsertemat påminner om musik som spelas av mexikanska mariachiband. Denna influens syns även i senare verk, som Gerudo Valley-temat från The Legend of Zelda: Ocarina of Time, som har en viss spansk finess.
Kondos jazzinfluenser kan synas i underjordstemat från det första Super Mario Bros., Sarias tema från Ocarina of Time påminner om dixieland, vilket inte är förvånande då Kondo listar Henry Mancini som en av sina främsta influenser.
Kondo tränades till klassisk musiker, och detta visar sig i hans mer ambitiösa projekt, som soundtracken till Zeldaserien. Dessa verk är distinkt filmiska, och påminner om John Williams musik till Stjärnornas krig.
Hans musik är också influerad av östasiatisk musik, och hans låtar är främst melodibaserade med få harmonier, vilket följer asiatisk tradition. Detta gör honom någorlunda unik bland spelmusikkompositörer, då hans motsvarigheter såsom Nobuo Uematsu och Koichi Sugiyama skapar mer västerländska kompositioner för sina spel.

## Soundtracks till TV-spel (inkomplett)
- Devil World (med Akito Nakatsuka) (1984)
- Super Mario Bros. (1985)
- Nazo no Murasame-jou ("The Mysterious Castle of Murasame") (1986)
- The Legend of Zelda (1986, 1987)
- Shin Onigashima (1987)
- Super Mario Bros. 2 (1988)
- Super Mario Bros. 3 (1988, 1990)
- Super Mario World (1991)
- The Legend of Zelda: A Link to the Past (1992)
- Super Mario World 2: Yoshi's Island (1995)
- Super Mario RPG: Legend of the Seven Stars (med Yoko Shimomura och Nobuo Uematsu) (1996)
- Super Mario 64 (1996)
- Mario Kart 64 (1997)
- Star Fox 64 (med Hajime Wakai) (1997)
- The Legend of Zelda: Ocarina of Time (1998)
- Super Smash Bros. (med flera andra) (1999)
- The Legend of Zelda: Majora's Mask (med Toru Minegishi) (2000)
- Super Smash Bros. Melee (med flera andra) (2001)
- Super Mario Sunshine (med Shinobu Tanaka) (2002)
- Mario Kart: Double Dash (2003)
- The Legend of Zelda: The Wind Waker (med Kenta Nagata, Hajime Wakai, och Toru Minegishi) (2003)
- New Super Mario Bros. (med Asuka Ota och Hajime Wakai) (2005)
- The Legend of Zelda: Twilight Princess (2006)
- Super Mario Galaxy (2007)
- Super Mario Galaxy 2 (2010)
- The Legend of Zelda: Skyward Sword (2011)
- Super Mario 3D World (2013)
- Super Mario Maker (2015)
- Super Mario Odyssey (2017)
- Super Mario Maker 2 (2019)
- Super Mario Bros. Wonder (2023)